# Neanurme jõgi
Neanurme jõgi är ett 17 km långt vattendrag i Põltsamaa kommun i landskapet Jõgevamaa i Estland. Ån är ett västligt högerbiflöde till Pikknurme jõgi. Den har sin källa i byn 
Kaavere och rinner söderut genom Neanurme. I Pikknurme sammanflödar den med Pikknurme jõgi som är ett vänsterbiflöde till Pedja jõgi som i sin tur är ett vänsterbiflöde till Emajõgi.